# Stechimmen
Die Stechimmen oder Wehrimmen (Aculeata) bilden eine Teilordnung (Taxon) der Hautflügler (Hymenoptera). Zusammen mit den Legimmen (Terebrantia) bilden sie die Unterordnung der Taillenwespen (Apocrita), allerdings werden gelegentlich auch beide Gruppen in den Rang der Unterordnung erhoben und den Pflanzenwespen (Symphyta) gegenübergestellt.

## Weitere Details
Es gibt etwa 50.000 Arten der mit einem Wehrstachel ausgestatteten Stechimmen. Zu den Stechimmen gehören bekannte Gruppen wie die Honigbienen, die Hummeln, die Echten Wespen (dazu zählen auch Hornissen) und die Ameisen.
Bei den Ameisen verfügen viele Unterfamilien (zum Beispiel Schuppenameisen) nicht über einen Stachel, sondern haben eine andere Form der Verteidigung entwickelt: Sie spritzen entweder aus gewisser Distanz ihr Gift in Richtung des Angreifers (oft in dessen Augen) oder beißen erst mit den Mandibeln eine Wunde, in die sie dann hineinspritzen. Andere Unterfamilien hingegen besitzen einen Stachel (beispielsweise Ponerinae), mit dem teilweise ein stark wirksames Gift injiziert werden kann.
Nur die weiblichen Tiere verfügen über den Giftstachel, der sich aus dem Legestachel (ähnlich wie bei den Legimmen) entwickelt hat und primär die Aufgabe hat, Beutetiere zu lähmen (bei Wegwespen und Grabwespen). Daneben kann der Stachel auch als Waffe eingesetzt werden, einerseits zur Verteidigung gegen Angriffe, andererseits zur Abwehr von Brutparasiten.
Der Stachel sitzt am Hinterleibsende, ist mit einer Giftdrüse verbunden und in Ruhestellung im Körperinnern verborgen. Beim Stechvorgang wird das Gift in den Körper des Feindes gepumpt. Bei Honigbienen ist der Stachel mit Widerhaken versehen, so dass er in der Lederhaut von Warmblütern stecken bleibt (nicht dagegen im Chitinpanzer von Insekten). Das führt beim Zurückziehen des Stachels zwar zum Tod der stechenden Biene, sorgt aber dafür, dass eine maximale Giftdosis injiziert wird und außerdem Pheromone freigesetzt werden, die Artgenossen auf die Gefahr aufmerksam machen.
Bei Stechimmen wie den Bienen, die ihre Larven nicht mit gelähmten oder getöteten Beutetieren versorgen, besitzt der Stachel entweder eine reine Verteidigungsfunktion oder ist gänzlich zurückgebildet.
Männliche Stechimmen verfügen über einen Genitalapparat, der in keinem Fall eine Verteidigungsfunktion erfüllt. Dennoch wird des Öfteren beobachtet, dass sie sich bei Angriffen durch scheinbar stechende Bewegungen zur Wehr setzen. Offenbar kann bereits die Drohung eines Stiches eine wirksame Abwehr sein.
Nur wenige Arten der Stechimmen attackieren Menschen zur Verteidigung ihres Nestes. Das kommt z. B. bei Honigbienen, Echten Wespen, einigen Hummeln und Ameisen vor. Die meisten anderen Arten stechen nur, wenn ihr individuelles Leben bedroht ist, zum Beispiel wenn sie gequetscht werden. Zur Gefahr der Stiche siehe unter Insektenstich.

### Systematik
- Chrysidoidea

- Plumariidae
- Scolebythidae
- Plattwespen (Bethylidae)
- Goldwespen (Chrysididae)
- Sclerogibbidae
- Embolemidae
- Zikadenwespen (Dryinidae)

- Vespoidea

- Sierolomorphidae
- Rollwespen (Tiphiidae)
- Keulenwespen (Sapygidae)
- Ameisenwespen (Mutillidae)
- Wegwespen (Pompilidae)
- Rhopalosomatidae
- Bradynobaenidae
- Ameisen (Formicidae)
- Faltenwespen (Vespidae)
- Dolchwespen (Scoliidae)

- Bienen und Grabwespen (Apoidea)

- Grabwespen (Spheciformes)
- Bienen (Apiformes)